# Antonio Carlos Robert Moraes
Antonio Carlos Robert Moraes (Poços de Caldas, 7 de junho de 1954 — São Paulo, 16 de julho de 2015) foi um geógrafo, cientista social e professor brasileiro.
Nascido em Poços de Caldas, Antonio Carlos Robert Moraes viveu desde muito jovem na capital paulista. Na década de 1970, participou da luta contra a ditadura como membro do Partido Comunista Brasileiro (PCB), à época proscrito, e do Movimento Democrático Brasileiro (MDB), que reunia discordantes do golpe de 1964. É na interface entre Geografia, História, Ciência Política e Sociologia do Conhecimento que a produção intelectual de Antonio Carlos Robert Moraes se localiza.
Bacharel em geografia (1977) e em ciências sociais (1979) pela Faculdade de Filosofia, Letras e Ciências Humanas da Universidade de São Paulo (USP), obteve, também na USP, o mestrado (dissertação: Contribuição para uma História Crítica do Pensamento Geográfico: Alexandre von Humboldt, Carl Ritter e Friedrich Ratzel, 1983) e o doutorado (tese: Bases da Formação Territorial do Brasil: o território colonial brasileiro no "longo" século XVI, 1991), sob a orientação de Armando Corrêa da Silva, e, posteriormente, a livre-docência (tese: Capitalismo, Geografia e Meio Ambiente, 2000). Tornou-se docente da USP em 1982 e, a partir de 2005, foi nomeado professor titular do Departamento de Geografia, onde coordenou o Laboratório de Geografia Política.
Também foi professor do Instituto de Filosofia e Ciências Humanas da Universidade Estadual de Campinas (1978-1982) e ministrou cursos em várias universidades do país e do exterior, dentre as quais a Universidade de Buenos Aires (Argentina), a Unam (México), a Universidade Nacional da Colômbia e a Universidade de Cádiz (Espanha). Estagiou no Instituto Nacional de Investigação Científica de Portugal (1986) e participou de vários convênios bilaterais — o último com o IHEAL (Institut des Hautes Etudes de l'Amérique latine) e o CREDAL (Centre de recherche et de documentation sur l'Amérique latine), instituições ligadas à Universidade Paris 3 e ao CNRS da França.
Presidia a banca de geografia do concurso de ingresso na carreira de diplomata do Instituto Rio Branco do Ministério das Relações Exteriores.
Elaborou, para o governo brasileiro, a metodologia de vários programas de política ambiental e de ordenamento territorial, notadamente interessando-se pelas áreas costeiras (entre outros o Gerco, o Projeto Orla Marítima e a Agenda Ambiental Portuária). Foi consultor do Programa de Gestão da Zona Costeira de Moçambique. Participou da elaboração do Programa Global de Ação para o Controle de Poluição Marinha do CDS-ONU.
Em 2001, foi agraciado com a Ordem do Rio Branco.
Publicou e organizou 26 livros nas áreas da geografia histórica e política – o último deles, Território na geografia de Milton Santos, em 2014 – e dezenas de artigos.
Tonico, como era mais conhecido, faleceu no Hospital São Luiz, em São Paulo, no dia 16 de julho de 2015, aos 61 anos de idade, em decorrência de complicações surgidas após um transplante de fígado. Era irmão da crítica literária Eliane Robert Moraes.